# ۲۰۸ (میلادی)
۲۰۸ (میلادی) دویست  و هشتمین سال تقویم میلادی است.

## درگذشتگان
‎